# La Patria (1863-1896)
La Patria fue un periódico fundado en Valparaíso (Chile) por Isidoro Errázuriz Errázuriz el 1 de agosto de 1863 y publicado hasta el 6 de julio de 1896. Tuvo entre sus comentaristas a Augusto Orrego Luco.
Fue un periódico de continua polémica con El Mercurio y otros periódicos de Santiago, y su programa político era «libertad completa del pensamiento; libertad de reunión, libertad de cultos, matrimonio y registro civiles, reforma de la ley electoral, amplia libertad de sufragio, sanción penal para las autoridades que abusaban de su puesto o intervenian en las elecciones».
Entre sus redactores se encontraban Eusebio Lillo, Benicio Álamos González, Francisco Ángel Ramírez, Manuel Jiménez Vargas, Luis Palma, Adriano Blanchet y Tomás J. González.